# Protocollo di Londra (1828)
Il Protocollo di Londra (1828), sottoscritto il 16 novembre 1828, fu un accordo fra tre Grandi Potenze (Gran Bretagna, Francia e Russia), che portò alla fondazione di uno stato Greco come tributario sotto la sovranità ottomana.
Dopo la guerra d'indipendenza greca, iniziata nel 1821, e l'intervento delle Grandi Potenze nel conflitto con la conseguente firma del Trattato di Londra a seguito della Battaglia di Navarino (1827), divenne ormai chiara la necessità di creare un vero e proprio stato greco. Nel 1827, la Terza assemblea nazionale di Troezen affidò la guida della neonata nazione a Giovanni Capodistria che giunse in Grecia nel gennaio de 1828. Assieme ai suoi sforzi per portare alla fondazione dello stato moderno, Capodistria portò avanti dei negoziati con le Grandi Potenze per estendere lo status costituzionale del nuovo stato greco, in particolare nel corso della Conferenza di Poros alla presenza degli ambasciatori delle Grandi Potenze, nel settembre del 1828.
Per quanto gli ambasciatori avessero richiesto a più riprese una base dei loro rispettivi stati nel nuovo stato greco, nel novembre del 1828, le Grandi Potenze finirono per accordarsi sulla firma del primo protocollo di Londra, che istituì ufficialmente lo stato greco, tributario del sultano e limitato all'area del Peloponneso (Morea) e isole Cicladi. Questo accordo tralasciava quindi la Grecia centrale, Creta e altre isole che avevano preso parte all'insurrezione greca o erano all'epoca sotto il controllo greco. 
Il protocollo venne emendato il 22 marzo 1829 con la firma del secondo protocollo di Londra, che accettò in gran parte i consigli della Conferenza di Poros.